# 정규 직교 기저
힐베르트 공간 이론에서, 정규 직교 기저(正規直交基底, 영어: orthonormal basis)는 주어진 힐베르트 공간의 원소를 ℓ2 수렴 계수의 가산 선형 결합으로 나타낼 수 있는 기저 벡터들의 집합이다. 집합으로써 나타내진다.

## 정의

### 위상 벡터 공간
위상체 {\displaystyle K} 위의 위상 벡터 공간 {\displaystyle V}의 부분 집합 {\displaystyle B\subseteq V}의 선형 생성은 다음과 같다.
{\displaystyle \operatorname {Span} B=\left\{a_{1}e_{1}+\cdots +a_{n}e_{n}\colon n\in \mathbb {N} ,\;a_{1},a_{2},\dots ,a_{n}\in K,\;e_{1},e_{2},\dots ,e_{n}\in B\right\}}
만약 선형 생성 {\displaystyle \operatorname {Span} B}가 {\displaystyle V}의 조밀 집합이라면, {\displaystyle B}를 {\displaystyle V}의 총집합(영어: total set)이라고 한다.
{\displaystyle V}의 총집합들의 집합은 부분 집합 관계에 따라서 부분 순서 집합을 이룬다. 이에 대한 극소 원소 (즉, 임의의 {\displaystyle b\in B}에 대하여 {\displaystyle B\setminus \{b\}}가 총집합이 아닌 총집합 {\displaystyle B})를 {\displaystyle V}의 위상 기저(영어: topological basis)라고 한다.

### 힐베르트 공간
{\displaystyle K\in \{\mathbb {R} ,\mathbb {C} \}}가 실수체 또는 복소수체라고 하자. {\displaystyle K}-힐베르트 공간 {\displaystyle {\mathcal {H}}}의 총집합 {\displaystyle B\subseteq {\mathcal {H}}}가 다음 조건을 만족시킨다면, {\displaystyle B}를 {\displaystyle {\mathcal {H}}}의 정규 직교 기저라고 한다.
- (정규·직교성) 모든 {\displaystyle e,e'\in B}에 대하여, {\displaystyle \langle e,e'\rangle =\delta _{e,e'}}

여기서
{\displaystyle \delta _{e,e'}={\begin{cases}1&e=e'\\0&e\neq e'\end{cases}}}
는 크로네커 델타이다.
바나흐 공간의 샤우데르 기저와 달리, 힐베르트 공간의 정규 직교 기저는 전순서를 갖지 않으며, 가산 집합일 필요도 없다. 벡터 공간의 하멜 기저는 모든 원소를 유한 개의 기저 벡터들의 선형 결합으로 나타내지만, 힐베르트 공간의 정규 직교 기저는 임의의 원소를 유한 또는 가산 무한 개의 기저 벡터들의 선형 결합으로 나타낸다. 다만, 힐베르트 공간이 유한 차원일 경우, 힐베르트 기저·샤우데르 기저·하멜 기저의 개념은 서로 일치한다.

## 성질
모든 힐베르트 공간은 정규 직교 기저를 가진다. (이는 초른 보조정리와 그람-슈미트 과정을 사용하여 보일 수 있다.)
주어진 힐베르트 공간의 서로 다른 정규 직교 기저들의 크기는 모두 서로 같다. 힐베르트 공간의 정규 직교 기저의 크기를 힐베르트 공간의 힐베르트 차원(영어: Hilbert dimension)이라고 한다. 이는 일반적으로 하멜 차원보다 같거나 작다.